# Retirada romana de África (255 a. C.)
Se denomina retirada romana de África al rescate de la República romana en 255 a. C. de los supervivientes de su derrotada fuerza expedicionaria al África cartaginesa durante la primera guerra púnica. Una gran flota dirigida por Servio Fulvio Petino Nobilior y Marco Emilio Paulo evacuó con éxito los restos de la expedición y derrotó a una flota cartaginesa en el camino, pero la alcanzó una tormenta mientras regresaba, por lo que perdió la mayoría de los barcos.
Los romanos habían invadido la patria cartaginesa —en lo que hoy es el noreste de Túnez— en 256 a. C. Después de los éxitos iniciales, habían dejado una fuerza de quince mil quinientos hombres para defender su campamento durante el invierno. Esta fuerza, bajo el mando de Marco Atilio Régulo, sufrió una derrota decisiva en la batalla de Túnez en la primavera de 255 a. C.; Régulo cayó prisionero y los cartagineses sitiaron a dos mil supervivientes en el puerto de Aspis. En respuesta, Roma envió una flota de trescientos noventa buques de guerra a rescatarlos y evacuarlos, pero una armada cartaginesa de doscientos barcos los interceptó frente al cabo Hermeo —el moderno cabo Bon o Ras ed-Dar—, al norte de Aspis. Los cartagineses sufrieron una derrota y, en consecuencia, los romanos apresaron doscientos catorce de sus barcos, junto con las tripulaciones, y les hundieron otros dieciséis. No se sabe qué pérdidas experimentaron los romanos, si es que hubo alguna; la mayoría de los historiadores modernos asumen que no hubo ninguna.
Los romanos desembarcaron en Aspis, atacaron, dispersaron a los sitiadores, asaltaron el país circundante en busca de comida y se embarcaron de nuevo hacia Italia. En la esquina sureste de Sicilia, estalló una repentina tormenta de verano que devastó la flota romana. De los 464 buques de guerra que la formaban, 384 se hundieron, al igual que 300 transportes; en total se perdieron más de cien mil hombres. A pesar de las grandes pérdidas de ambos bandos, la guerra continuó durante catorce años más, principalmente en Sicilia o las aguas cercanas, antes de terminar con una victoria romana.

## Fuentes

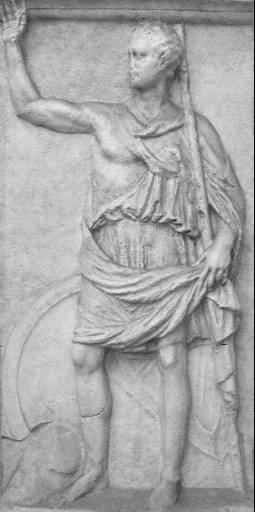
Polibio «un historiador notablemente bien informado, trabajador y perspicaz».

## Situación

### Operaciones en Sicilia

Territorio controlado por Roma y Cartago al comienzo de la primera guerra púnica.

En 264 a. C. los estados de Cartago y Roma entraron en guerra, la denominada primera guerra púnica. Cartago era una potencia marítima bien establecida en el Mediterráneo occidental; Roma había unificado recientemente la Italia continental al sur del río Arno. La expansión de Roma hacia el sur de Italia probablemente hizo inevitable que finalmente entrase en conflicto con Cartago por el dominio de Sicilia, incluso si la contienda se desataba por algún pretexto. La causa inmediata de la guerra fue la disputa por el control de la ciudad siciliana de Messana (la moderna Mesina).

### Barcos
El buque de guerra típico de esta guerra fue el quinquerreme, una nave de cinco remos, como indica el nombre. Era una galera de unos cuarenta y cinco metros de eslora, cinco de manga a nivel del agua y un francobordo de unos tres metros, que desplazaba alrededor de cien toneladas. El experto en galeras John Coates sugiere que estos barcos podían navegar a una velocidad de siete nudos (13 km/h) durante períodos prolongados. La moderna réplica de la galera Olympiasha alcanzó velocidades de ocho nudos y medio (16 km/h) y navegó a cuatro nudos (7,4 km/h) durante horas y horas.
Las embarcaciones fueron construidas como catafractos, o barcos «protegidos», es decir, con una cubierta completa, para poder transportar mejor a los infantes de marina y a las catapultas; también tenían unas estructuras anexas al casco principal en las que se disponían los remeros. Estas permitían fortalecer el casco, aumentar la capacidad de carga y mejorar las condiciones de trabajo de los remeros. La teoría generalmente aceptada con respecto a la disposición de los remeros en quinquerremes es que había conjuntos —o filas— de tres remos, uno encima del otro, con dos remeros en cada uno de los dos remos superiores y uno en el inferior, con un total de cinco remeros por fila, orden que se repetía a lo largo de los costados de la galera en las veintiocho filas de cada borda, por lo que había un total de doscientos ochenta.

Representación de la posición de los remeros de los tres remos diferentes en un trirreme griego.

Los romanos tenían poca experiencia naval antes de la primera guerra púnica; en las pocas ocasiones en que habían necesitado previamente una presencia naval, por lo general habían confiado en pequeñas escuadras proporcionadas por sus aliados latinos o griegos. 
En 260 a. C. los romanos se propusieron construir una flota y utilizaron un quinquerreme cartaginés naufragado como modelo para el suyo. La falta de experiencia en construcción naval hizo que construyeran copias más pesadas que las embarcaciones cartaginesas, lo que las hacía más lentas y menos maniobreras. El quinquerreme fue el caballo de batalla de las flotas romanas y cartaginesas durante las guerras púnicas, aunque también se mencionan ocasionalmente a los hexarremes —seis remeros por banco—, a los cuatrirremes —cuatro remeros por banco— y a los trirremes —tres remeros por banco—. Tan ubicuo era este tipo de navío que Polibio lo usa como sinónimo de «buque de guerra» en general. Un quinquerreme contaba con una tripulación de trescientos hombres, de los cuales doscientos ochenta eran remeros y veinte tripulantes y oficiales de cubierta. Normalmente también llevaba una dotación de cuarenta infantes de marina, número que aumentaba hasta los ciento veinte cuando se preveía un combate inminente.
Conseguir que los remeros remaran como una unidad, así como ejecutar maniobras de batalla más complejas, requería un entrenamiento largo y arduo, y al menos la mitad de los remeros necesitarían tener algo de experiencia para que el barco se pudiera manejar con eficacia. Como resultado, los romanos estaban inicialmente en desventaja frente a los cartagineses, más experimentados. Para contrarrestar la superioridad cartaginesa, los romanos introdujeron el corvus, un puente de 1,2 metros de ancho y 11 metros de largo, con una púa pesada en la parte inferior, que diseñaron para perforar y anclar en la cubierta de un barco enemigo. Este nuevo elemento permitía a los legionarios romanos que actuaban como infantes de marina abordar y apresar barcos enemigos, en lugar de emplear la táctica tradicional de embestirlos. Todos los buques de guerra estaban equipados con un ariete y un juego triple de hojas de bronce de sesenta centímetros de ancho que pesaban hasta doscientos setenta kilogramos colocadas en la línea de flotación. Se fabricaban individualmente por el método de la cera perdida para encajarlas de manera inamovible en la proa de la galera y se aseguraban con púas de bronce. El método de ataque consistía en arremeter al barco enemigo por el costado o la popa, lo que evitaba la posibilidad de ser embestido uno mismo por el ariete del contrario. Se requería habilidad para impactar a una galera enemiga con la fuerza suficiente para romperle las vigas del casco, abrirle una vía de agua y hacer que se hundiera, pero sin que el choque incrustase la propia nave en la del enemigo. La protección de cada buque dependía en gran medida de los demás de la escuadra, y las tácticas de la época requerían la coordinación de escuadras completas en lugar de la mera maniobra de barcos individuales, aunque las batallas a veces se dividían en una serie de combates individuales entre navíos que se han comparado con los duelos aéreos del siglo XX.

## Invasión de África
En gran parte debido a la invención por los romanos del corvus, un dispositivo que les permitió luchar y abordar barcos enemigos con mayor facilidad, los cartagineses sufrieron derrotas en grandes batallas navales como la de Milas en 260 a. C. y la de Sulci en 257 a. C. Alentados por estos triunfos y frustrados por el continuo estancamiento en Sicilia, los romanos cambiaron de estrategia: se centraron en la guerra naval y desarrollaron un plan para invadir el corazón cartaginés en el norte de África y amenazar a Cartago (cerca de Túnez). Ambos bandos estaban decididos lograr la supremacía naval e invirtieron grandes cantidades de dinero y mano de obra para mantener y aumentar el tamaño de sus armadas.
La flota romana, de trescientos treinta buques de guerra más un número indeterminado de barcos de transporte, zarpó de Ostia, el puerto de Roma, a principios de 256 a. C., comandada por los cónsules del año, Marco Atilio Régulo y Lucio Manlio Vulsón Longo. Se embarcaron aproximadamente veintiséis mil legionarios escogidos de las fuerzas romanas en Sicilia con el objetivo de cruzar a África e invadir lo que ahora es Túnez. Los cartagineses eran conscientes de las intenciones de los romanos y reunieron todos los buques de guerra disponibles, trescientos cincuenta, bajo Hannón y Amílcar, frente a la costa sur de Sicilia para interceptarlos. Un total de alrededor de seiscientos ochenta buques de guerra que transportaban hasta doscientos noventa mil tripulantes e infantes de marina se enfrentaron en la batalla del cabo Ecnomo. Los cartagineses tomaron la iniciativa, aprovechando sus superiores habilidades náuticas. Después de un prolongado y confuso día de lucha, los cartagineses terminaron siendo derrotados: perdieron un total de noventa y cuatro barcos; treinta hundidos y sesenta y cuatro capturados por el enemigo; los romanos, por su parte, sufrieron el hundimiento de veinticuatro barcos.

1: Los romanos desembarcan y capturan Aspis. (256 a. C.)
2: Victoria romana en Aspis. (256 a. C.)
3: Los romanos ocupan Túnez. (256 a. C.)
4: Jantipo parte de Cartago con un gran ejército. (255 a. C.)
5: Los romanos son derrotados en la batalla de Túnez. (255 a. C.)
6: Los romanos se retiran hacia Aspis y abandonan África. (255 a. C.)

Como resultado de la batalla, el ejército romano, mandado por Régulo, desembarcó en África cerca de Aspis (actual Kelibia) y la conquistó. La mayoría de los navíos romanos regresaron a Sicilia, pero dejaron a Régulo con quince mil soldados de infantería y quinientos de caballería para continuar la guerra en África. Régulo avanzó sobre la ciudad de Adys y la sitió. Los cartagineses, mientras tanto, llamaron a Amílcar de Sicilia, que retornó con cinco mil soldados de infantería y quinientos de caballería. Se otorgó el mando conjunto de un ejército que era fuerte en caballería y elefantes y era aproximadamente del mismo tamaño que el de los romanos a Amílcar, Asdrúbal y Bostar. Estos llevaron a cabo una marcha nocturna y lanzaron un ataque sorpresa al amanecer contra el campamento cartaginés desde dos direcciones. Después de confusos combates, los cartagineses huyeron.

## Ataques y retirada romana

### Batalla de Túnez
Los romanos siguieron avanzando y conquistaron Túnez, a tan solo dieciséis kilómetros de Cartago. Desesperados, los cartagineses pidieron la paz, pero los términos propuestos por Régulo eran tan duros que decidieron seguir con la lucha. Encargaron el adiestramiento de su ejército al comandante mercenario espartano Jantipo, que, en la primavera de 255 a. C., se enfrentó con un ejército de doce mil infantes, cuatro mil jinetes y cien elefantes de guerra al ejército enemigo —fundamentalmente compuesto por infantería— en la batalla de Túnez. Los romanos no sabían cómo hacer frente a los elefantes; su caballería, superada en número, fue expulsada del campo de batalla, y la cartaginesa rodeó a la mayoría de los romanos y los derrotó. La mayoría de los romanos murieron en el choque, mientras que aproximadamente quinientos, incluido Régulo, fueron capturados; otros dos mil escaparon y se retiraron a Aspis, que estaba situado en una posición alta y naturalmente fuerte, con vistas al puerto natural de la bahía de Clupea. Jantipo, temeroso de la envidia de los generales cartagineses a los que había superado, cobró su paga y regresó a Grecia.

### Batalla del cabo Hermeo
Más tarde, en 255 a. C., los romanos enviaron una flota de trescientos cincuenta quinquerremes y más de trescientos transportes para evacuar a sus supervivientes, que estaban sitiados en Aspis. Los dos cónsules del año, Servio Fulvio Petino Nobilior y Marco Emilio Paulo, acompañaron a la flota, y de camino se apoderaron de la isla de Cossyra.
Los cartagineses intentaron oponerse a la evacuación con doscientos quinquerremes; interceptaron a los romanos frente al cabo Hermeo —el moderno cabo Bon o Ras ed-Dar—, un poco al norte de Aspis. Los cuarenta barcos romanos que habían quedado para apoyar a la fuerza de Régulo durante el invierno partieron de Aspis para unirse a la lucha. Pocos detalles de la batalla han sobrevivido. A los cartagineses les preocupaba ser rodeados por la escuadra enemiga, mayor, por lo que se mantuvieron cerca de la costa. Sin embargo, les alcanzaron y arrinconaron contra las playas; los romanos abordaron muchos de sus navíos merced al uso del corvus, hicieron copiosas presas o los obligaron a varar. Los cartagineses terminaron siendo vencidos; el enemigo les arrebató ciento catorce de sus barcos con sus tripulaciones y hundió otros dieciséis. No se sabe cuáles fueron, si las hubo, las pérdidas romanas; la mayoría de los historiadores modernos asumen que no hubo ninguna. El historiador Marc DeSantis sugiere que la falta de infantes de marina en los barcos cartagineses, a diferencia de los romanos, que sí contaban con ellos, pudo haber sido una de las causas de la derrota púnica y de la abundancia de presas romanas.

### Tormenta
La flota atracó en Aspis, donde la guarnición romana, reforzada por los infantes de marina de la flota, hizo una incursión, dispersó a los sitiadores y taló la región circundante en busca de alimentos. Entonces todos embarcaron de nuevo y partieron hacia Italia. Navegaron directamente a Sicilia, tocaron tierra en la punta suroeste y luego continuaron a lo largo de la costa sur. A mediados de julio, en algún lugar entre la ciudad aliada de Camarina y el cabo Passaro, en el extremo sureste de Sicilia, se desató una repentina tormenta estival que destrozó la flota romana. Se hundieron 384 de los 464 buques de guerra que componían la armada, al igual que 300 barcos de transporte, y se perdieron más de 100 000 hombres. DeSantis considera que la cifra de cien mil ahogados es un cálculo moderado, mientras que el historiador Howard Scullard fija la pérdida en veinticinco mil soldados, entre los que debieron estar muchos de los supervivientes del ejército de Régulo, y setenta mil remeros y tripulantes (muchos de ellos probablemente cartagineses apresados en la batalla reciente). Se supone que la mayoría de las bajas fueron aliados latinos y no romanos propiamente dichos. Es posible que la presencia del corvus desestabilizara los barcos romanos y complicase las maniobras; en cualquier caso, no hay constancia de que se hayan utilizado después de este desastre.
Polibio critica lo que él considera el mal juicio y la ignorancia náutica mostrados inmediatamente antes de la tormenta. Ambos cónsules sobrevivieron y, a pesar haber perdido la mayor parte de su flota, celebraron sendos triunfos en enero de 254 a. C. por su victoria en el cabo Hermeo. Como señala Scullard, esta es una clara indicación de que «la tragedia posterior se consideró debida a causas naturales más que a una mala navegación».

## Consecuencias
Paulo construyó una columna a sus expensas en la Colina Capitolina en Roma para conmemorar la victoria y, siguiendo la tradición, la adornó con las proas de los barcos cartagineses capturados. Finalmente, un rayo la terminó destruyendo en 172 a. C.
La guerra continuó sin que ningún bando pudiera obtener una ventaja decisiva. Los romanos reconstruyeron rápidamente su flota, añadieron 220 nuevos barcos y se apoderaron de Panormus —la actual Palermo— en 254 a. C. Al año siguiente, perdieron 150 barcos por otra tormenta. Lentamente, los romanos ocuparon la mayor parte de Sicilia; en 249 a. C. sitiaron las dos últimas fortalezas cartaginesas, en el extremo occidental. También lanzaron un ataque sorpresa contra la flota cartaginesa, pero les terminaron derrotando en la batalla de Drépano. Los cartagineses aprovecharon esta victoria y continuaron atacando hasta que la mayoría de los buques de guerra romanos restantes se perdieron en la batalla de Phintias; barrieron casi a los romanos del mar. Pasaron siete años antes de que Roma intentara de nuevo desplegar una flota sustancial, mientras que Cartago puso la mayoría de sus barcos en reserva para ahorrar dinero y liberar mano de obra.
Después de varios años de estancamiento, los romanos reconstruyeron su flota nuevamente en 243 a. C. y bloquearon eficazmente las guarniciones cartaginesas. Cartago reunió una flota que intentó socorrerlas, pero el enemigo se la terminó destruyendo en la batalla de las Islas Egadas en 241  a. C., lo que obligó a las tropas cartaginesas aisladas en Sicilia a negociar la paz. Los términos ofrecidos a Cartago fueron más generosos que los propuestos antaño por Régulo. La cuestión de qué estado controlaría el Mediterráneo occidental quedó sin resolver, y cuando Cartago sitió Saguntum —actual Sagunto, en el este de Iberia— en 218  a. C., ciudad protegida por los romanos, precipitó la segunda guerra púnica con Roma.